# Orgullo de Berlín

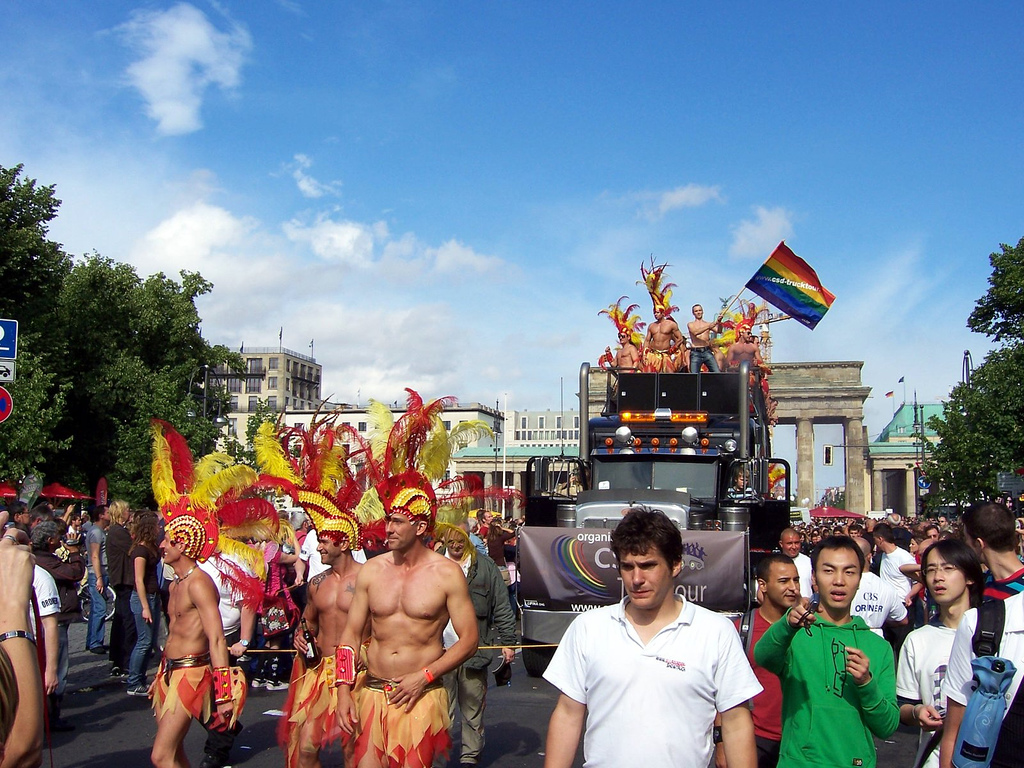
Desfile del Orgullo de Berlín en la Straße des 17. Juni.

El Orgullo de Berlín, conocido internacionalmente por sus nombres en inglés, «CSD Berlin» (sigla de Christopher Street Day) y «Pride Berlin», es un evento anual celebrado por la comunidad LGBT en Berlín, capital de Alemania, durante la quincena de julio en pleno verano europeo. Consiste en un desfile como parte de las conmemoraciones internacionales por el Día Internacional del Orgullo LGBT y un festival con una serie de eventos artísticos y culturales en favor de las lesbianas, gais, bisexuales y transexuales, junto al apoyo de los heteroaliados que los acompañan. Desde sus inicios, ha tenido dentro de sus objetivos conseguir una mayor equiparación de derechos de las minorías sexuales, tanto en Alemania como en el resto de Europa, así como también visibilizar a estos grupos con el fin de obtener una mayor tolerancia social. Debido a la alta adhesión, es uno de los eventos al aire libre con mayor participación de la ciudad, así como también del país y uno de los eventos LGBT europeos con mayor concurrencia del mundo.

## Historia
La primera marcha del orgullo gay de Berlín tuvo lugar el 30 de junio de 1979, con un grupo de manifestantes miembros de la comunidad LGBT que se dieron lugar en la Savignyplatz, en el entonces Berlín Oeste, como parte de la conmemoración de los diez años de los disturbios de Stonewall, ocurridos en junio de 1969, comenzando así una celebración ininterrumpida durante este mes de cada año. En materia de organización del evento, desde sus inicios contó con el apoyo de asociaciones de las minorías sexuales alemanas, como el Allgemeine Homosexuelle Arbeitsgemeinschaft. 
El evento ha servido para celebrar los avances en materia social y legal para las minorías sexuales en el país, como la derogación del artículo 175 del código penal alemán en 1994, la legalización de la unión civil en 2001 y la aprobación del matrimonio igualitario en 2017. A partir de 2011 las marchas han tomado un matiz más político globalizado, organizando protestas en solidaridad hacia la comunidad LGBT de países donde las libertades y derechos se encuentran más limitados. En 2017 contó por primera vez con la participación oficial de la Iglesia Evangélica Berlin-Brandenburg-schlesische Oberlausitz (EKBO), la principal iglesia del protestantismo berlinés, quienes enviaron un carro con fieles que son parte del colectivo LGBT, para que fueran parte del desfile.

## Eventos
EL CSD Berlín cuenta con un calendario de actividades de distintos tipos, que suelen comenzar como parte del denominado "mes del orgullo" a fines de mayo. Desde el año 2011 se celebra la «Gala» del CSD Berlin, un evento al que acuden figuras públicas con presentaciones musicales benéficas en el Deutsches Theater de la ciudad. Dentro de los eventos anexos que se consideran como parte de las celebraciones, se cuentan el Kreuzberg Pride, celebración del distrito de Friedrichshain-Kreuzberg también conocida como Transgenialer CSD, y la «Noche Gay en el Zoológico», actividad realizada en el jardín zoológico de Berlín. Asimismo, un movimiento lésbico celebra la versión berlinesa del Dyke March durante la semana de las actividades.
El cierre de las celebraciones se da lugar en un escenario principal frente a la Puerta de Brandenburgo, uno de los íconos más importantes de la ciudad.